# Schismatoglottis ecaudata
Schismatoglottis ecaudata är en kallaväxtart som beskrevs av Alistair Hay. Schismatoglottis ecaudata ingår i släktet Schismatoglottis och familjen kallaväxter. Inga underarter finns listade.